# Raffaella Carrà 82
Raffaella Carrà 82 è il tredicesimo album della cantante italiana Raffaella Carrà, pubblicato nel 1982 dall'etichetta discografica Hispavox e stampato e distribuito in Italia dalle Messaggerie Musicali di Milano.
Secondo album della cantante per l'etichetta discografica Hispavox.

## Il disco
Pubblicato in seguito al grande successo della trasmissione del sabato sera Fantastico 3 abbinata alla Lotteria Italia con estrazione finale il 6 gennaio, contiene brani promossi durante il programma, inclusi quelli dell'unico singolo estratto per il mercato italiano, il cui lato a Ballo ballo è la sigla di iniziale della trasmissione.
Anche la canzone Che dolor verrà utilizzata due anni dopo, nella sua versione spagnola, come seconda sigla della prima edizione del programma Pronto, Raffaella?.
Entrambi i video delle sigle sono disponibili sul DVD nel cofanetto Raffica Carrà del 2007.
Il 13 Giugno 2025 sono uscite per la prima volta, tre versioni del disco: CD, Picture Disc e Vinile Azzurro.

## Versioni internazionali
Per i mercati di lingua spagnola sono stati estratti i singoli:
- Que dolor/My love (spanish version)
- Dame un beso/Ni contigo, ni sin ti
- Eres un bandido/Esta historia.

L'album è stato distribuito nel 1982 in Spagna, Colombia, Ecuador, Uruguay, Messico, Perù e Guatemala, con le tracce tradotte in spagnolo e l'aggiunta di una nuova versione di Tuca tuca ancora in spagnolo, realizzata per festeggiarne il decennale.
- 1982 - Raffaella Carrà '82 (Hispavox S 90.649, Spagna) [9][10][11]
- Lato A: 1. Que dolor, 2. Eres un bandido, 3. Pasarà, 4. No, no vamos al mar (Bambina si, si), 5. Te quiero porque si, 6. Tuca tuca (spanish version)
- Lato B: 1. Dame un beso, 2. Bailo bailo, 3. Esta historia (Una coppia da buttare), 4. America (spanish version), 5. Ni contigo, ni sin ti, 6. My Love (spanish version)
- Testi di Ignacio Ballesteros, tranne A1 A5 A6 B4 B6 di Luis Gómez Escolar.

In Argentina è stato cambiato il titolo in Raffaella Carrà, lo stesso negli Stati Uniti l'anno seguente (1983), dove però è stata omessa la traccia aggiuntiva.
In Portogallo e Germania è stata invece distribuita la versione con le tracce in italiano. Anche in Messico col titolo modificato in Canta en italiano per distinguerla da quella in spagnolo per lo stesso paese.
In Cecoslovacchia nel 1984 ancora in italiano e con titolo Raffaella Carrà.

## Tracce
Edizioni musicali Hispavox.
Lato A
1. Ballo ballo – 3:00 (testo: Gianni Boncompagni – musica: Gianni Boncompagni, Franco Bracardi)
2. Passerà – 3:45 (testo: Daniele Pace – musica: Danilo Vaona, Gianni Gastaldo)
3. Sei un bandito – 3:16 (testo: Daniele Pace – musica: Danilo Vaona)
4. Una coppia da buttare – 4:15 (testo: Gianni Boncompagni, Giancarlo Magalli – musica: Gianni Boncompagni, Franco Bracardi)
5. Mamma dammi 100 Lire – 2:57 (testo: Bettina Bosè – musica: Danilo Vaona)

Lato B
1. Che dolor – 3:23 (testo: Daniele Pace – musica: Danilo Vaona, Gianni Gastaldo)
2. Dammi un bacio – 3:08 (testo: Daniele Pace – musica: Danilo Vaona, Vincenzo Giuffré)
3. Bambina si, si – 3:52 (testo: Alberto Testa – musica: Danilo Vaona)
4. America – 3:52 (testo: Gianni Boncompagni, Giancarlo Magalli – musica: Gianni Boncompagni, Franco Bracardi)
5. My Love – 2:43 (testo: Daniele Pace – musica: Gian Pietro Felisatti)

## Formazione

### Artista
- Raffaella Carrà – voce elettrizzante

### Musicisti
- Massimo Luca – chitarra
- Piero Cairo – tastiere
- Tullio De Piscopo, Lele Melotti – batteria, percussioni
- Gigi Cappellotto – basso